# Heinrich Brenzinger

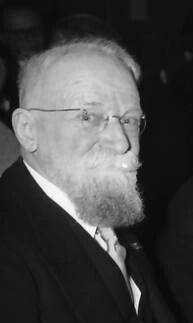
Heinrich Brenzinger (1958)

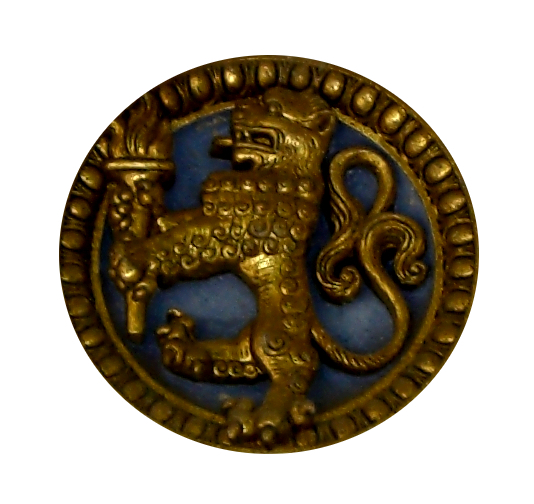
Familienwappen

Heinrich Julius Brenzinger (* 20. Juni 1879 in Freiburg im Breisgau; † 23. November 1960 ebenda) war ein deutscher Bauingenieur, Bauunternehmer, Kunstsammler und Mäzen.

## Leben
Von 1886 an besuchte Heinrich Brenzinger für vier Jahre die Volksschule in Freiburg. Danach ging er von 1890 bis 1896 auf die Großherzogliche Realschule, die spätere Oberrealschule (Rotteck-Gymnasium Freiburg). Zwischen 1896 und 1897 machte er eine Lehre in einem Architekturbüro. Heinrich Brenzinger studierte an der Technischen Hochschule Karlsruhe ab dem Wintersemester 1897/1898 Bauwesen. Zu dieser Zeit trat er dem Corps Saxonia Karlsruhe bei. – die Teilnahme an einer Mensur hatte mehrere Schmisse sowie den Verlust mehrerer Zähne zur Folge. Im März 1901 absolvierte er erfolgreich die Abschlussprüfung und beendete sein Studium. Zu seinen Lehrern gehörte der Karlsruher Bildhauer Konrad Taucher (1873–1950). Dem Studium folgte ein Aufenthalt in Berlin, um die neuesten Eisenbeton-Bauweisen zu studieren. Von 1901 bis 1903 leistete er seinen Militärdienst ab. Weitere Aufenthalte in Berlin folgten. In dieser Zeit nahm er bereits an Vorstandssitzungen des Deutschen Beton-Vereins teil. Ab 1. Januar 1905 war er Teilhaber der Bauunternehmung Brenzinger & Cie. Am 8. Juni 1905 heiratete Heinrich Brenzinger Annemarie Ganz (1884–1968).

### Zeit des Ersten Weltkriegs
Von 1914 bis fast zum Kriegsende war Brenzinger im Kriegseinsatz. Nur kurzzeitig ersetzte er seinen kranken Vater bei der Leitung des Unternehmens. Bis 1918 war Brenzinger noch von der Möglichkeit eines Sieges des Deutschen Kaiserreichs überzeugt. Mit der Niederlage konnte er sich nur schwer abfinden. Seine Äußerungen legen den Schluss nahe, dass auch Heinrich Brenzinger an die Dolchstoßlegende glaubte. Sich selbst verortete Brenzinger eine Zeit lang als Anhänger der Deutschen Volkspartei.

### Zeit des Nationalsozialismus
Nachdem er seit 1913 Mitglied im Beirat der Handelskammer bzw. Industrie- und Handelskammer Freiburg war, wurde er von 1930 bis 1933 deren stellvertretender Präsident. Ab 4. April 1933 war er Mitglied der Deutschnationalen Volkspartei. Ebenfalls aus dieser Zeit ist eine Förderung des Stahlhelms bekannt. 1933 sah er sich wegen der jüdischen Vorfahren seiner Frau Annemarie Anfeindungen der Nationalsozialisten ausgesetzt. Seine Studentenverbindung schloss ihn daher aus ihren Reihen aus. Mit zehn weiteren bildete Heinrich Brenzinger im Mai 1935 die Treue-Saxen bzw. die Elf Getreuen. Im November 1938 erklärte er den Austritt als förderndes Mitglied der SS, nachdem „es für mich schon schwierig gewesen war, nur den Mindestbetrag zu zeichnen, so gehörte bei dem Terror, der ausgeübt wurde, Mut dazu den Austritt zu erklären…“ 1942 erfolgte sein politisch motivierter Austritt aus der Industrie- und Handelskammer Freiburg.
Von 22. April 1945 bis 11. Mai 1945 war das Haus der Familie an der Freiburger Goethestraße beschlagnahmt. Die Bewertung Heinrich Brenzingers zur Zeit des Nationalsozialismus ist nicht eindeutig, reichen die bekannten Äußerungen Brenzingers doch von Begeisterung bis Ablehnung.

### Nachkriegszeit
Schon im Mai 1945 wurde Heinrich Brenzinger einer von vier Vizepräsidenten der Industrie- und Handelskammer Freiburg. Im Oktober 1946 wurde er jedoch schon wieder abgesetzt, weil ihm die Mitgliedschaft im NS-Frontkämpferverband, die (wenn auch geringe) Förderung der Schutzstaffel, die ablehnende Haltung gegenüber Gewerkschaften sowie die öffentliche Anerkennung von NS-Größen zur Last gelegt wurde. Das seiner Frau, ihm und seiner Familie zugefügte Leid in der Zeit des Nationalsozialismus wirkte sich nicht zu seinen Gunsten aus. Ein Revisionsantrag blieb erfolglos. Erst am 7. Mai 1953 wurde Heinrich Brenzinger rehabilitiert. Zwar übernahm Heinrich Brenzingers Schwiegersohn Helmut Wolfgang Dyllick-Brenzinger 1956 die Geschäftsleitung der Bauunternehmung Brenzinger & Cie., dennoch war er weiterhin intensiv und vielfältig in die Unternehmensgeschäfte eingebunden. Heinrich Brenzinger starb am 23. November 1960 in Freiburg.

## Wirtschaftliches Engagement
Nach seinem Vater Julius wurde Brenzinger Geschäftsführer der 1872 gegründeten Bauunternehmung Brenzinger & Cie. Die wirtschaftliche Entwicklung des Unternehmens verlief entlang den Höhen und Tiefen der deutschen Geschichte. Während seiner Lehrjahre in Berlin hatte Brenzinger u. a. im Deutschen Beton-Verein die vielfältigen Einsatzmöglichkeiten der neuen Betonbauweisen kennengelernt. Neben einigen Jahrhundertwende-Villen sind das Freiburger Wasserschlössle am Sternwald, die Ochsenbrücke, die Eisenbahnbrücke über die Merzhauser Straße und das Kollegiengebäude (I) der Albert-Ludwigs-Universität Freiburg Beispiele für Bauprojekte vor dem Ersten Weltkrieg. 1912 war das Unternehmen Brenzinger & Cie. mit über 400 Mitarbeitern Freiburgs größtes Baugeschäft. Bis 1956 leitete Heinrich Brenzinger das Unternehmen.

## Soziales Engagement

### Vereine und Organisationen
Heinrich Brenzinger war ein vielfältig gesellschaftlich engagierter Mensch mit zahlreichen Mitgliedschaften in Vereinen und Organisationen. Er förderte u. a. den Freiburger Münsterbauverein sowie den Kunstverein Freiburg, verschiedene Künstler, den Breisgau-Geschichtsverein und er gründete am 18. März 1933 den Freiburger Rotary-Club. Zum fünfundzwanzigjährigen Jubiläum des Vereins hob der Freiburger Oberbaudirektor Joseph Schlippe die besondere Bedeutung Brenzingers für dessen Gründung hervor. Im Landesverein Badische Heimat traf er u. a. Hermann Eris Busse (Geschäftsführer des Landesvereins Badische Heimat), Paul Schwoerer (Landeskommissar) und den Künstler Fritz Geiges. Durch die Förderung Brenzingers konnte Geiges Buch zu den mittelalterlichen Fenstern des Freiburger Münsters erscheinen. Besonderes Augenmerk richtete Heinrich Brenzinger auf die Unterstützung der Badischen Heimat sowie des Breisgau-Geschichtsvereins „Schau-ins-Land“. Er übernahm des Weiteren zahlreiche Ämter, so im Arbeitgeberverband und bei der Industrie- und Handelskammer Freiburg. Eine Besonderheit stellt auch die Förderung zahlreicher Künstler dar, wie z. B. Reis, Kaiser, Franke, Dischler, Glattacker, Dieter, Hans Adolf Bühler und Daur.

### Soziales Unternehmertum

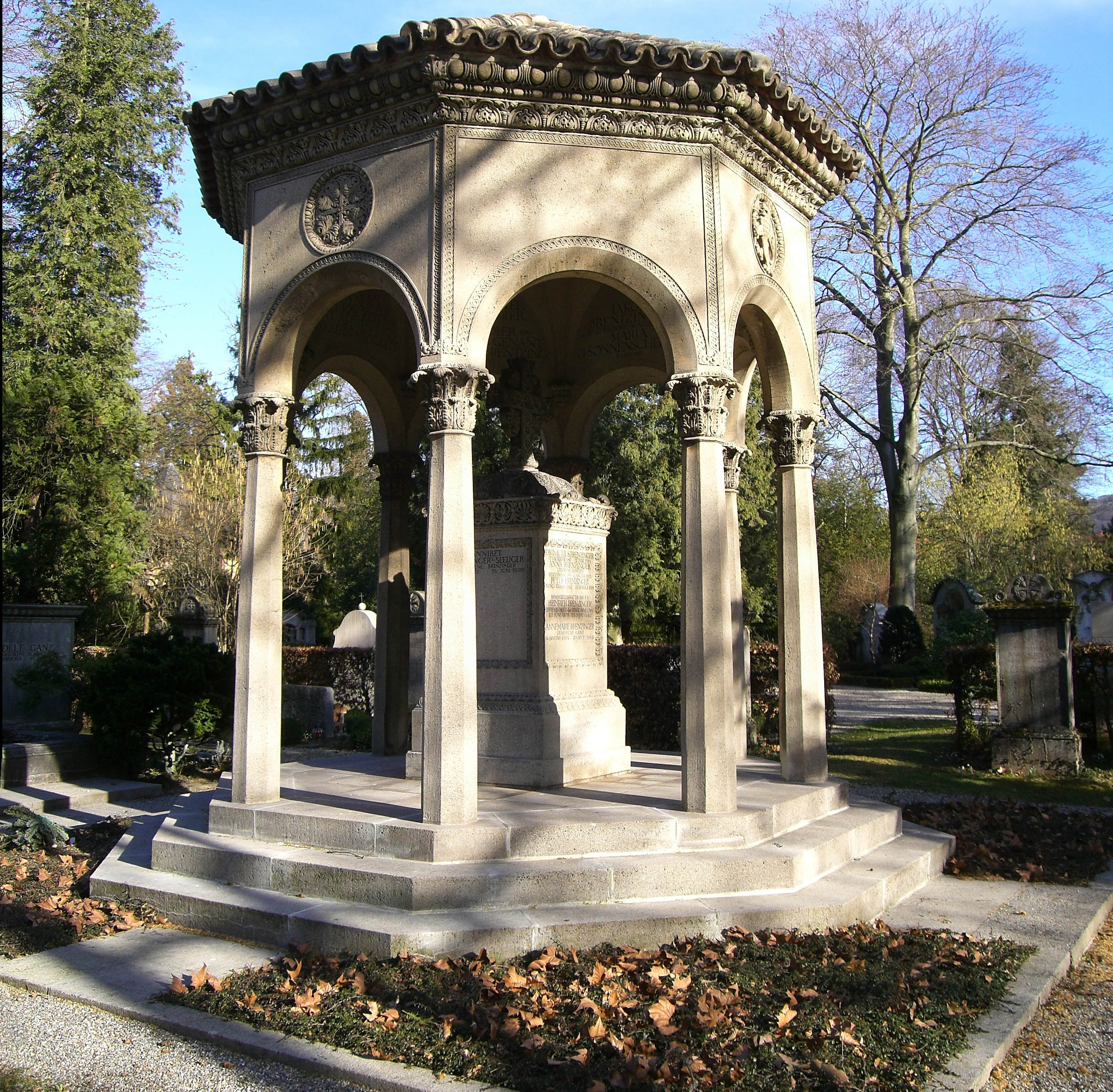
Familiengrab der Familie Brenzinger auf dem Freiburger Hauptfriedhof von 1924

Nach dem Tod seiner Mutter ließ Heinrich Brenzinger nach einem Entwurf des Freiburger Architekten Carl Anton Meckel auf dem Freiburger Hauptfriedhof eine repräsentative Grabanlage errichten. Die Ausführung erfolgte bis August 1924 in Beton- und Eisenbeton mit Verkleidungen aus Betonwerkstein, ausgeführt durch die Bauunternehmung Brenzinger & Cie. Ein zweiter Pavillon mit weiteren Gräbern diente ab Ende 1939 zur Bestattung verdienter, langjähriger Mitarbeiter des Unternehmens.
Für die im Ersten und Zweiten Weltkrieg Gefallenen wurde eine Denkmal des Unternehmens errichtet. Für die große Loyalität seinen Mitarbeitern gegenüber spricht auch das langjährige Engagement Heinrich Brenzingers für seinen ehemaligen Technischen Direktor Ludwig Friedländer. Von den Anfängen der Anfeindungen wegen seiner jüdischen Herkunft bis weit nach dem Ende des Zweiten Weltkriegs setzte sich Brenzinger für ihn ein. Mit Brenzingers Hilfe konnte Friedländer 1938 nach Indien auswandern.

## Ehrungen
- vor 1918: Verleihung des Titels Kommerzienrat
- 1926: Ehrendoktorwürde der Technischen Hochschule Karlsruhe
- 1948: Ehrenmitgliedschaft des Deutschen Beton-Vereins
- 1953: Großes Verdienstkreuz der Bundesrepublik Deutschland
- 7. Mai 1953: Ehrenpräsident der Industrie- und Handelskammer Freiburg
- 20. Juni 1953: Abzeichen mit Brillanten vom Rotary-Club Freiburg
- 20. Juni 1959: Ehrenbürgerwürde der Stadt Freiburg im Breisgau
- Ehrensenator der Albert-Ludwigs-Universität Freiburg
- In Kirchzarten wurde eine Straße nach Brenzinger benannt.

Nicht jede Ehrung nahm Heinrich Brenzinger mit vollster Begeisterung entgegen, in einem Brief an Ludwig Friedländer schrieb er, dass: …Ehrungen […] (Kzrat. Gr. Verdienstkreuz, Ehrensenator der Universität) Alterserscheinungen sind.

## Schriften
- Die Reichsburg Sponeck. In: Sponeck, Privatdruck, 1938, S. 31–77.
- Heinrich Brenzinger: Das Geschlecht der Brenzinger. Laupp, Tübingen 1949.